# Koniarovce
Koniarovce (allemand : Lowasowitz, hongrois : Szomorlovászi) est un village de Slovaquie situé dans la région de Nitra.

## Histoire
Première mention écrite du village en 1264.

## Démographie

### Évolution de la population
| Année:               | 1994. | 2004.   | 2014.   | 2024.   |
| -------------------- | ----- | ------- | ------- | ------- |
| Nombre de personnes: | 623   | 625     | 648     | 661     |
| Différence:          |       | +0,32 % | +3,68 % | +2,00 % |

| Année:               | 2023. | 2024.   |
| -------------------- | ----- | ------- |
| Nombre de personnes: | 662   | 661     |
| Différence:          |       | -0,15 % |